# Shri R.K. Bhide
Shri R.K. Bhide ( ? - ? ) fue un botánico y curador indio. Desarrolló actividades académicas como asistente de botánica económica, en la Agricultural College, de Poona.

## Algunas publicaciones
- r.k. Bhide, g.s. Bhalerao. 1927. The Kolamba rice of the north Konkan and its improvement by selection. Volumen 14, N.º 7 de Memoirs: Botanical series, India Dept. of Agriculture. 2 pp.

### Libros
- william e. Burns, r.k. Bhide, l.b. Kulkarni, n.m. Hanmante. 1916. Some wild fodder plants of the Bombay Presidency. Bombay Department of Agriculture. Bull. 78. 34 pp.

## Honores

### Epónimos
- (Poaceae) Bhidea Stapf ex Bor[1]

- La abreviatura «Bhide» se emplea para indicar a Shri R.K. Bhide como autoridad en la descripción y clasificación científica de los vegetales.[2]